# ديفيد إيفانز (لاعب دوري الرغبي)
ديفيد إيفانز (بالإنجليزية: David Evans)‏ هو لاعب دوري الرغبي نيوزيلندي، ولد في 4 أكتوبر 1886 في نيبيار في نيوزيلندا، وتوفي بنفس المكان في 12 أكتوبر 1940.